# Грачёв, Алексей Петрович (партийный деятель)
Грачёв Алексе́й Петро́вич (март 1896 — 28 июля 1938) — советский партийный и государственный деятель, и. о. председателя Свердловского облисполкома (1937—1938). Входил в состав особой тройки НКВД СССР.

## Биография
Родился в марте 1896 года в Тульской губернии в семье рабочего-железнодорожника. В 1908 году окончил начальную железнодорожную школу и до 1915 года работал на Сызрань-Вяземской и Курской железных дорогах. В августе 1915 г. мобилизован в армию, служил в 265-м пехотном Вышневолоцком полку, унтер-офицер. В марте 1917 года получил отравление газом, полгода провёл в лазарете, затем был демобилизован и вернулся рабочим на Курскую железную дорогу.
В 1920—1927 гг. — партработник на различных предприятих железной дороги, сначала в Туле, а с 1923 года — в Нижнем Новгороде. С апреля 1927 г. — заведующий орготделом Канавинского райкома ВКП(б) Нижнего Новгорода. Секретарём райкома в это время был Абрам Столяр, который впоследствии продвигал Грачёва вслед за собой. В августе 1928 г. Грачёв стал председателем Канавинского райсовета, а в июне 1929 г. сменил ушедшего в обком Столяра на должности секретаря Канавинского райкома. В августе 1931 г. избран председателем Нижегородского (с 1932 г. — Горьковского) горсовета.
26 января—10 февраля 1934 года делегат XVII съезда ВКП(б) с решающим голосом.
В декабре 1934 г. вслед за Столяром, назначенным 1-м секретарём Кировского крайкома, Грачёв переехал в Киров, где возглавил областной совет профсоюзов. С августа 1935 г. — 1-й секретарь Кировского горкома ВКП(б). В апреле 1937 года, в соответствии с новой схемой распределения руководящих партийных должностей, Столяр как 1-й секретарь обкома занял по совместительству и должность 1-го секретаря Кировского горкома, а Грачёв был формально понижен до 2-го секретаря горкома, однако фактически он продолжил руководить городской парторганизацией.
Через месяц Столяр был переведён 1-м секретарём обкома в Свердловскую область, а в июне он перевёл за собой и Грачёва — на должность заведующего промышленно-транспортым отделом обкома. В октябре 1937 г. он был назначен и. о. председателя Свердловского облисполкома. Этот период отмечен вхождением в состав особой тройки, созданной по приказу НКВД СССР от 30.07.1937 № 00447 и активным участием в сталинских репрессиях.

## Завершающий этап
В апреле 1938 года Грачёв А. П. одновременно со Столяром снят с должности «как несправившийся с работой и неоправдавший доверия ЦК ВКП(б)».
12 апреля 1938 г. арестован, этапирован в Москву и 28 июля 1938 г. осуждён Военной коллегии Верховного Суда СССР, приговорён к расстрелу. В тот же день расстрелян на полигоне НКВД «Коммунарка». Реабилитирован в 1957 году.

## Участие в работе центральных органов власти
- член ЦИК СССР 7 и 8 созывов, депутат Верховного Совета СССР I созыва
- делегат XVI и XVII съездов ВКП(б)
- делегат 5, 7 и 8 Всесоюзных съездов советов